# Lettre-chèque
La lettre-chèque est un document « 2 en 1 » de format A4 réunissant deux parties :
- La lettre d'accompagnement
- Le chèque détachable, au format standard

Elle permet notamment de régler des bénéficiaires sans avoir besoin de leurs coordonnées bancaires et sans utiliser de carnet de chèques.
Elle peut être remplie de manière manuscrite ou à l'aide d'un logiciel bureautique, puis imprimée sur une imprimante laser ou à jet d'encre.
Elle - ou plutôt le chèque détachable - est régie par les mêmes règles que celles applicables aux chèques ordinaires (chèques barrés).
Pour le bénéficiaire, elle s'encaisse exactement comme un chèque ordinaire.
La lettre-chèque est généralement utilisée pour tous les types de règlements pour lesquels un chèque est accepté.